# Зоран Обрадовић
Зоран Обрадовић (Мартинци, 25. април 1961) српски је математичар и академик, инострани члан састава Српске академије науке и уметности од 5. новембра 2015.

## Биографија
Завршио је основне студије на Математичком факултету Универзитета у Београду 1985. године, магистратуру 1987. и докторат на Универзитету Пенсилваније 1991. Радио је као доцент на Државном универзитету у Вашингтону од 1991, као виши научни сарадник на Математичком институту у Београду од 1991, као ванредни професор од 1997, као научни саветник од 1999, као редовни професор на Универзитету Темпле у Филаделфији од 2000, као гостујући професор на Факултету организационих наука Универзитета у Београду од 2012. и на Медицинском факултету Универзитета у Београду од 2014. године. Уредник је Multiple Valued Logic, An International Journal од 1995, Int’l J. Data Mining and Bioinformatics од 2005, Int’l J. Parallel, Emergent and Distributed Systems од 2006, Advance in Bioinformatics од 2008, Journal of Biomedicine and Biotechnology од 2008, Int’l J. Comp Models and Algorithms in Medicine од 2009, Int’l J. Comp. Intelligence in Bioinformatics and System Biology од 2009, извршни уредник Statistical Analysis and Data Mining од 2009, уредник Network Modeling and Analysis in Helath Informatics and Bioninfo од 2011, Intrinsically Disordered Proteins од 2012, PeerЈ од 2012. и IEEETransactions on Big Data 2015—2017. Добитник је награде Државног универзитета у Вашингтону за изузетан научни допринос 1998, награде за најбољи научни допринос колеџа за науке и технологије Универзитета Темпле 2008. и награде за најбољи научни допринос Универзитета Темпле 2009.